# Naci Özkaya
Naci Özkaya (* 1. Juli 1922 in Trabzon; † 7. März 2007 in Istanbul) war ein türkischer Fußballspieler und -funktionär. Durch seine langjährige Tätigkeit für Galatasaray Istanbul wird er sehr stark mit diesem Verein assoziiert. Auf Fan- und Vereinsseiten wird er als einer der bedeutendsten Persönlichkeiten der Klubgeschichte bezeichnet. Während seiner Spielerzeit bei Galatasaray trug er zeitweise auch die Kapitänsbinde. Er war für Galatasaray auch als Co-Trainer, Teammanager und Vereinsfunktionär tätig. Zu Spielerzeiten war er aufgrund seiner blonden Haare unter dem Spitznamen Sarı Naci (dt. Blonder Naci oder Naci der Blonde) bekannt. Er war nach dem Ende seiner Spielerkarriere bei Galatasaray in diversen Position als Vereinsfunktionär tätig und war bis zu seinem Tod Vorstandsmitglied des Vereins.

## Spielerkarriere

### Verein
Özkaya startete seine Fußballkarriere als Sechzehnjähriger bei Izmit İttihatspor. Anschließend spielte er für die Vereine Izmit Kağıtspor, Eskişehir Demirspor und Ankara Maskespor. In den 1940er Jahren wechselte er zum Hauptstadtverein MKE Ankaragücü. Da damals noch keine landesübergreifende Liga in der Türkei existierte, bestanden in den Ballungszentren diverse regionale Ligen, von denen die Ankara Futbol Ligi (dt. Fußballliga Ankara) nach der Istanbuler Liga als eine der renommiertesten des Landes galt. Özkaya spielte mit seinem Klub in dieser Liga. Im Sommer 1946 wechselte er innerhalb der Liga zum Stadtrivalen Ankara Demirspor, der Betriebsmannschaft der staatlichen Eisenbahngesellschaft. Mit diesem Verein beendete er die Spielzeit 1946/47 als Meister der Fußballliga Ankara.
In seiner Meisterschaftssaison bei Ankara Demirspor spielte auch eine Spielerlegende von Galatasaray Istanbul, Gündüz Kılıç, ebenfalls bei diesem Verein. Kılıç kehrte im Sommer 1947 zu Galatasaray zurück und berichtete den Galatasaray-Verantwortlichen zuvor von Özkaya. Nach dem Meisterschaftstitel mit Demirspor wurden mehrere Istanbuler Vereine auf Özkaya aufmerksam. Der Traditionsklub Galatasaray Istanbul überzeugt dank Kılıç Özkaya und dessen Verein von einem Wechsel zu den Rot-Gelben. So wechselte Özkaya im Sommer 1948 in die İstanbul Futbol Ligi (dt. Istanbuler Fußballliga). Bei seinem neuen Verein eroberte er sich auf Anhieb einen Stammplatz und wurde mit 15 Einsätzen zusammen mit seinem Teamkollegen Bülent Eken der Spieler mit den meisten Einsätzen für Galatasaray. Die Liga beendete er mit seiner Mannschaft weit abgeschlagenen von der Spitze als Tabellendritter. Özkaya stieg durch seine guten Leistungen zum Saisonende zum türkischen Nationalspieler auf. In seiner zweiten Saison bei Galatasaray errang er mit der Mannschaft die Meisterschaft der Istanbuler Fußballliga.
Zum Frühjahr 1952 wurde die İstanbul Futbol Ligi in die İstanbul Profesyonel Ligi (dt.: Istanbuler Profiliga) überführt und alle namhaften Vereine nahmen fortan an dieser Liga teil. In der ersten Saison dieser Liga erreichte Özkaya den 3. Tabellenplatz hinter dem Erzrivalen Beşiktaş Istanbul die Vizemeisterschaft. Özkaya kam in 14 Spielen zum Einsatz und erzielte vier Tore. Nach einer weiteren Spielzeit für Galatasaray beendete Özkaya im Sommer 1953 seine Fußballspielerkarriere.
Nach dem Ende seiner Spielerkarriere ließ sich Özkaya in Nordzypern nieder und zählte hier zu den Gründern des Vereins Çetinkaya SK. Für diesen Verein war er eine Zeitlang als Spielertrainer tätig. Am 16. Juni 1956 trat er mit einem Abschiedsspiel, in dem Galatasaray auf Dynamo Sofia traf, von der Fußballbühne ab.

### Nationalmannschaft
Nach seinem Wechsel zu Galatasaray Istanbul rückte Özkaya auch in den Fokus der türkischen Nationalmannschaft. So wurde er im Rahmen eines zum 23. April 1948 angesetzten Testspiels gegen die Griechische Nationalmannschaft vom damaligen Nationaltrainer Ignác Molnár das erste Mal in den Kader der türkischen Auswahl berufen. Bei dieser Partie spielte er von Anfang an und gab sein Länderspieldebüt. Fortan gehörte er vier Jahre lang zu den regelmäßig nominierten Spielern und nahm mit der Nationalmannschaft an den Olympischen Sommerspielen 1948 teil. Hier erreichte Özkaya mit seinem Team das Viertelfinale und scheiterte in diesem mit einer 1:3-Niederlage an Jugoslawien.
Am 17. Juni 1951 bestritt die Türkei im mit 100.000 Zuschauern ausverkauften Berliner Olympiastadion sein erstes Länderspiel gegen die deutsche Nationalmannschaft. In diesem Spiel, in dem Özkaya über die volle Spielzeit aktiv war, gewann die Türkei mit 2:1 und sorgte für eine große Überraschung.
Im Sommer 1949 nahm Özkaya mit der Türkei am Mittelmeerpokal teil und belegt hinter der zweiten Auswahl der italienischen Nationalmannschaft den zweiten Platz.
Neben seiner Tätigkeit für die A-Nationalmannschaft war Özkaya auch für die B-Nationalmannschaft und die türkische U-21-Nationalmannschaft tätig. In seinen Einsätzen für die letztere Auswahl war er allen Spielern über 21 Jahre alt.
Sein letztes Länderspiel absolvierte er am 8. Juni 1952 gegen die Spanische Nationalmannschaft. Insgesamt spielte er 16 Mal für die türkische A-Nationalmannschaft.

## Trainerkarriere
Gegen Ende seiner Spielerkarriere reiste Özkaya nach Nordzypern und verhandelte mit dem dortigen Verein Çetinkaya SK um eine Stelle als Trainer. Beide Seiten einigten sich auf eine Zusammenarbeit, sodass Özkaya im Anschluss an seine Spielerkarriere eine Tätigkeit als Trainer begann. Die erste Zeit arbeitete er für Çetinkaya als Spielertrainer. Çetinkaya trainierte er bis zum Oktober 1956 und leistete hier Fußballaufbauhilfe. So organisierte er den Verein mit und zählte zu den Gründern des Vereins. Er sorgt dafür, dass Çetinkaya als Vereinsfarben Rot-Gelb wählte, die Vereinsfarben Özkayas alten Verein Galatasaray.
Im Oktober 1956 trat er von seinem Amt als Cheftrainer von Çetinkaya SK zurück und übernahm Gençlik Gücü Türk SK. Diesen Verein trainierte eine unbestimmte Zeit lang.
Im Frühjahr 1959 wurde die landesweit ausgelegte Millî Lig, die heutigen Süper Lig neugegründet. Bis zu diesem Zeitpunkt hatte in der Türkei keine nationale Liga existiert, sondern nur regionale Ligen in den größeren Ballungszentren, von welchen İstanbul Profesyonel Ligi (dt.: Istanbuler Profiliga) die renommierteste gewesen war. Özkaya übernahm nach der Winterpause der zweiten Spielzeit dieser türkischen Nationalen Liga, der Erstligaspielzeit 1959/60, den Istanbuler Verein Beykozspor. Nachdem er diese erste Saison mit Beykozspor einen Tabellenplatz im unteren Tabellendrittel erreicht hatte, etablierte er Beykoz am Ende der Spielzeit Erstligaspielzeit 1960/61 zur Überraschungsmannschaft der Saison. Die Mannschaft beendete die Saison auf dem 4. Tabellenplatz und erreichte so die bis heute gültige beste Erstligaplatzierung seiner Vereinsgeschichte. Im Juli 1961 trat Özkaya überraschend von seinem Amt als Cheftrainer von Beykozspor zurück.
Nach seinem Abschied von Beykozspor übernahm er für die anstehende Saison den Liga- und Stadtrivalen Feriköy SK. Von diesem Verein trennte er sich nach 14 Monaten, nachdem einige Vereinsfunktionäre versucht hatten sich in die Mannschaftsplanung und Aufstellung einzumischen. Er wurde durch Necdet Erdem ersetzt.
Einen Monat nach seinem Rücktritt bei Feriköy übernahm er mit Karagümrük SK einen anderen Istanbuler Erstligisten. Diesen Verein betreute er in einer Ligapartie. Nachdem der Klub mit ihm aber nach mehreren Wochen den versprochenen Vertrag nicht unterschrieben hatte, verließ er diesen Klub Anfang Dezember 1963 und übernahm stattdessen seinen alten Verein Beykozspor als Cheftrainer.
In der Winterpause der Spielzeit 1963/64 trat Gündüz Kılıç von seinem Amt als Cheftrainer von Galatasaray Istanbul zurück und wurde Anfang Januar 1964 durch seinen Co-Trainer Coşkun Özarı ersetzt. Dieser wünschte Özkaya als Co-Trainer. Nach diesen Entwicklungen versuchte Özkaya von Beykozspor eine freundschaftliche Freigabe zu bekommen. Da Beykozspor ihm diese lange Zeit verweigert hatte, gab Özkaya Ende Februar 1964 seinen Rücktritt bekannt und übernahm bei Galatasaray das Amt des Co-Trainers. Miz seinem früheren Teamkollegen Özarı betreute er Galatasaray bis Ende September 1964 und verließ den Verein, nachdem Özarı vorher seinen Rücktritt bekanntgegeben hatte.
Im Anschluss an seine Tätigkeit bei Galatasaray begann er den Zweitligisten Manisa Sakaryaspor zu trainieren. Während dieser Zeit geriet er während einer Regelwidrigkeit mit dem Fußballverband in Konflikt und musste sich vor dem Sportstrafkomitee verantworten. Nach diesen Entwicklungen legte er sein Amt bei Manisa Sakaryaspor zurück. Bereits zur nächsten Saison übernahm er im August 1965 den in der Zwischenzeit in Manisaspor umbenannten Verein ein weiteres Mal. Nach einem Monat trat er aber von seinem Amt wieder zurück.
Im Sommer 1966 übernahm Özkaya den neu gegründeten Verein Boluspor. Im Sommer 1963 wurde im türkischen Fußball die zweithöchsten professionellen Spielklasse, der Türkiye 2. Futbol Ligi, neueingeführt. In den ersten Spielzeiten dieser Liga waren die Neulinge entweder die Meister aus den damals drittklassigen regionalen Amateurligen oder hatten die Auflagen des türkischen Fußballverbandes erfüllt und durften in der erst eine Spielzeit jungen Liga teilnehmen. Hintergrund dieser Aufnahme war Folgender: Anfang der 1960er Jahre beschloss der türkische Fußballverband ein Projekt zu starten, wodurch alle Provinzen der Türkei am Profifußballgeschehen teilhaben konnten. Zu diesem Zweck wurde landesweit den Gouverneuren und Notabeln aller Provinzen mitgeteilt, dass sie, falls nicht vorhanden, durch die Gründung eines konkurrenzfähigen Fußballvereins, ihre Provinz in dieser Liga vertreten könnten. Aus diesem Anlass wurde im Dezember 1965 unter der Führung des ersten Vereinspräsidenten İsmail Özer, des damals amtierenden Bürgermeisters der Stadt Bolu, die beiden Vereine Bolu Abantspor und Bolu Gençlik SK zu Boluspor fusioniert. Der Verein erhielt für die Zweitligasaison 1966/67 die Teilnahmegenehmigung. Als ersten Trainer versuchte man den noch aktiven Galatasarayspieler Naci Erdem zu verpflichten. Auf die Nachfrage nach einem Trainer Naci bei Galatasaray, wurde den Vereinsverantwortlichen von Boluspor Naci Özkaya vermittelt. Aus Verlegenheit den falschen Naci gesprochen zu haben, verschwiegen die Verantwortlichen Özkaya das Missverständnis und stellten ihn als ersten Trainer der Vereinsgeschichte ein. Bei diesem Verein leistete Özkaya neben seiner Trainertätigkeit auch Fußballaufbauhilfe und wurde wegen dieser Verdienste von einigen ehemaligen Vereinsfunktionären Boluspors als der wichtigste Trainer ver Vereinsgeschichte bezeichnet. Nach der ersten Saison bei Boluspor belang Özkaya mit der Mannschaft sicherer Nichtabstiegsplatz. Am zweiten Spieltag der Saison 1967/68 traf Boluspor in einem Heimspiel auf Izmirspor. In dieser Begegnung kam es zu massiven Ausschreitungen. Özkaya wurde seitens der Schiedsrichter eine Mitverantwortung für diese Ausschreitungen gemacht. Im wurde vorgeworfen nach dem zweiten Gegentor die Zuschauer angestachelt zu haben und wurde zum Sportstrafkomitee des nationalen Fußballverbandes geschickt. Özkaya ernannte den Schiedsrichter als Hauptverantwortlichen. Nach diesen Entwicklungen gab Özkaya Ende September 1967 seinen Rücktritt bekannt und verließ den Verein. Er wurde durch Lefter Küçükandonyadis ersetzt und blieb bis zum nächsten Jahr ohne Beschäftigung.
Im Frühjahr 1968 übernahm Özkaya den Zweitligisten Giresunspor als Cheftrainer. Diesen Verein trainierte er eineinhalb Spielzeiten lang, arbeitete hier später neben seiner Trainertätigkeit auch als Vereinsfunktionär und leistete so ebenfalls Fußballaufbauhilfe.
Zur Saison 1969/70 verließ Özkaya Giresunspor und wechselte zum Ligakonkurrenten Sivasspor. Diesen Verein betreute er als Cheftrainer die nächsten eineinhalb Spielzeiten lang. Im November 1970 trat er von seinem Cheftrainerposten bei Sivasspor zurück und wurde wenig später durch Lefter Küçükandonyadis ersetzt.
Im Dezember 1970 wurde er Cheftrainer von Kayserispor und betreute diesen Verein eine unbestimmte Zeitlang. In der Winterpause übernahm er seinen mittlerweile in die 1. Lig aufgestiegenen Verein Giresunspor und ersetzt damit den zurückgetretenen Ogün Altıparmak. Diesen Verein trainierte er die nächsten zwei Jahre lang. Im Sommer 1972 versuchte der Verein seiner Heimatstadt Trabzonspor ihn als Cheftrainer zu verpflichten. Der Wechsel wurde allerdings durch Giresunspor verhindert. Nach der Niederlage gegen Boluspor gab er seinen Rücktritt Amt als Cheftrainer bei Giresunspor bekannt.
Für die Spielzeit 1974/75 übernahm Özkaya Sakaryaspor, trat dann bereits nach vier Monaten wieder von seinem Amt zurück. Im Jahr 1975 trainierte er dann für eine unbestimmte Zeitlang İskenderunspor.
Ende der 1970er Jahre arbeitete er bei Galatasaray wieder als Co-Trainer und assistierte hier nacheinander mehreren Trainern, u. a. Fethi Demircan und Coşkun Özarı.

## Funktionärskarriere
Im Februar wurde Özkaya zum Vereinsfunktionär bei Galatasaray Istanbul gewählt und wurde im März 1977 zum Manager ernannt. Diese Tätigkeit führte er mit kleineren Unterbrechungen bis zum Sommer 1981 aus und arbeitete zwischenzeitlich auch als Co-Trainer bei Galatasaray.
Im August 1981 wurde Özkaya Vereinsdirektor. Im Dezember 1982 wurde Özkaya Leiter des vereinseigenen Trainingsgeländes. Nach etwa einem Jahr wurde er zum Teammanager befördert und blieb bis Ende der 1980er Jahre in diesem Amt. In dieser Zeit war er mitverantwortlich für die Verpflichtung von wichtigen Spielern wie Metin Yıldız, Hayrettin Demirbaş, Erhan Önal, Uğur Tütüneker und Savaş Koç. Zudem war er mitverantwortlich für die Verpflichtung des deutschen Trainers Jupp Derwall.
1986 wurde er in den Vereinsvorstands Galatasarays (türkisch: Galatasaray Divan Kurulu Üyesi) gewählt und blieb bis zu seinem Tod dessen Mitglied.

## Tod
Er verstarb am 7. März 2007 in Istanbul. Er wurde einen Tag später nach dem Mittagsgebet in der Istanbuler Şişli-Moschee im berühmten Friedhof Zincirlikuyu beigesetzt. Zu seiner Beerdigung erschienen eine Vielzahl von Prominenten.

## Trivia
- Nach dem 2:1-Sieg der Türkei gegen die deutsche Nationalmannschaft erfuhr Özkaya von der Geburt seines Sohnes. Seinem Sohn nannte er nach seinem langjährigen Teamkollegen Gündüz Kılıç Gündüz. Dieser war später auch als Fußballspieler aktiv und spielte u. a. für Safakspor.[66]

## Erfolge

### Als Spieler
Mit Ankara Demirspor
- Ankara Futbol Ligi: 1946/47

Mit Galatasaray Istanbul
- İstanbul Futbol Ligi: 1948/49